# John Wootton
John Wootton, né vers 1682 à Snitterfield, Warwickshire, mort le 13 novembre 1764 à Londres, est un peintre anglais de scènes de chasses, de batailles et de paysages. 

## Biographie
John Wootton s'installe à Londres vers 1700 où il a probablement étudié avec John Wyck. Patronné par la famille des Ducs de Beaufort, il est envoyé à Rome en 1710 où il perfectionne sa technique du paysage dans le style de Gaspard Dughet. Souvent présent à Newmarket, capitale britannique des courses hippiques, il réalise de nombreuses scènes de chasse et d'équitation. Comptant parmi les membres fondateurs de la Royal Academy, Wootton est bien introduit dans les cercles littéraires et artistiques de son temps, où il fréquente John Gay, Alexander Pope, Matthew Prior, William Kent et Jonathan Swift.
Parmi ses élèves, on compte George Lambert.

## Œuvre

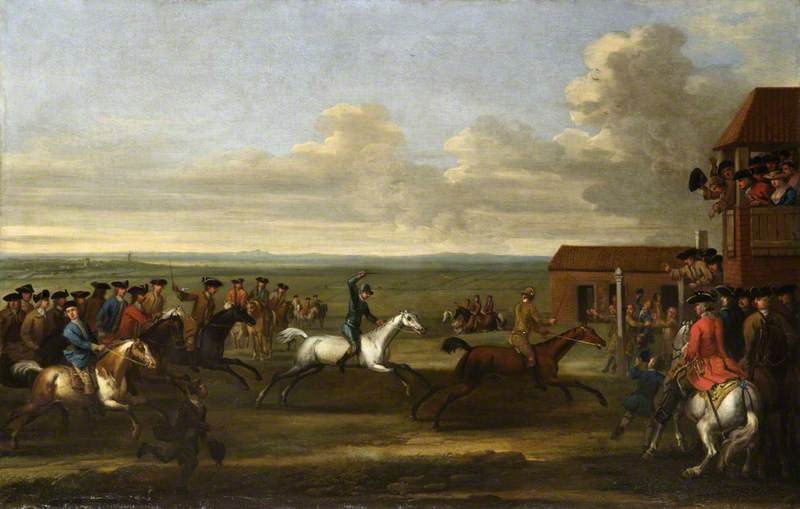
Course de chevaux à Newmarket (le cheval du duc de Bolton, Bay Bolton, battant celui du duc de Somerset, Grey Windham (Old Wyndham) à Newmarket le 12 novembre 1712 ou le 4 avril 1713), par John Wootton.

John Wootton est considéré comme l'un des pionniers, avec Peter Tillemans et James Seymour, des scènes de chasse en Grande-Bretagne. Il est alors très renommé et ses œuvres sont fort appréciées de la haute société anglaise, dont il réalise également plusieurs portraits.
Il influence des peintres tels que Petrus Johannes van Reysschoot (1702-1772), flamand actif à Londres.